# 영 원스
영 원스(영어: Young Ones)는 2014년 개봉한 액션 SF 영화로 제이크 팰트로가 감독, 각본을 맡았다. 이 영화는 니콜라스 홀트, 엘르 패닝, 마이클 섀넌와 코디 스밋 맥피가 출연했다. 주요 촬영은 남아프리카 공화국 노던케이프 주 나마콸란드에서 2013년 2월부터 3월 15일까지 잔행되었다.
2014년 1월 18일 선댄스 영화제에서 첫 상영 되었고, 2014년 5월 13일 스크린 미디어 필름스에서 미국 배급에 대한 권리를 획득해, 그 해 10월 17일 미국 전역에 개봉되었다.

## 캐스팅
- 니콜라스 홀트 - 플렘 레버 (Flem Lever) 역[1]
- 엘르 패닝 - 메리 홀름 (Mary Holm) 역[1]
- 마이클 섀넌 - 어니스트 홀름 (Ernest Holm) 역[1]
- 코디 스밋 맥피 - 제롬 홀름 (Jerome Holm) 역[1]
- 로버트 홉스 - 갈렙 무어 (Caleb Moore)
- 데이빗 버틀러 - 샘 레버 (Sam Lever) 역
- 에이미 멀린스 - 캐서린 홀름 (Katherine Holm) 역
- 크리시티 프랭크허스트 - 로비 (Robbie) 역
- 알렉스 맥그리거 - 수즈 (Sooz) 역
- 데이빗 끌라워사 - 캘빈 후이맨 (Calvin Hooyman) 역
- 리아 오'프레이 - 애나 (Anna) 역